# شي بينغ
شي بينج (بالصينية: 施平؛ 1 نوفمبر 1911 - 29 يونيو 2024) كان أكاديميًا صينيًا وإداريًا سياسيًا ورجلًا مسنًا. تم الاعتراف به بعد وفاته باعتباره أكبر رجل حي تم التحقق منه في العالم منذ وفاة الفنزويلي خوان فيسينتي بيريز في 2 أبريل 2024، وحتى وفاته.

## سيرته
وُلد شي شي إيري ( في الأول من نوفمبر عام 1911 في داياو، يونان. تلقى تعليمه الجامعي في جامعة نانكينج بين فبراير وأغسطس 1931، ثم انتقل إلى جامعة تشجيانغ في سبتمبر من العام نفسه، حيث واصل دراسته حتى يونيو 1936.

#### مناصبه
- انضم شي إلى الحزب الشيوعي الصيني في عام 1938، وفي عام 1941 التحق بالجيش الرابع الجديد كجندي وقاتل خلال الحرب الصينية اليابانية الثانية. عند وفاته، كان آخر الأعضاء الباقين على قيد الحياة من الجيش الرابع الجديد.[4]
- تولى شي منصب نائب رئيس جامعة بكين الزراعية في عام 1953 واستمر في هذا الدور حتى عام 1960. لاحقًا، شغل منصب سكرتير لجنة الحزب الشيوعي الصيني في جامعة شرق الصين العادية من عام 1978 إلى عام 1983.[3]
- كان الأمين العام لمجلس نواب الشعب البلدي في شنغهاي، بين عامي 1983 و1985.[5]

## الحياة الشخصية والموت
التقى شي بينغ بزوجته يانغ لين في جامعة تشجيانغ. في ذلك الوقت، كان يانغ أحد المنظمين الرئيسيين للحركات الطلابية الثورية في هانغتشو. تم اعتقالها وسجنها من قبل الحكومة القومية بتهمة الانتماء للحزب الشيوعي. توفيت في أحد سجون هانغتشو بعد 18 يومًا فقط من ولادة ابنهما، شي هوايلين، في 23 يناير/كانون الثاني 1935. ظل شي بينج أرملًا لمدة 89 عامًا حتى وفاته. أصبح ابنهما الوحيد، شي هوايلين، أستاذًا في معهد تشنغتشو للتكنولوجيا لكنه توفي في حادث سيارة في 21 سبتمبر 1987. حفيد شي هو عالم الفيزياء الحيوية ورئيس الجامعة شي ييجونج.
توفي شي في 29 يونيو 2024، عن عمر يناهز 112 سنوات و241 أيام. أصبح أكبر رجل حي في العالم بعد وفاة خوان فيسينتي بيريز من فنزويلا عن عمر ناهز 114 عامًا في 2 أبريل 2024، على الرغم من أن ادعائه بالعمر لم يتم التحقق منه إلا بعد وفاته. وبعد التحقق من صحته في أغسطس 2024، أصبح أول معمر فائق العمر يتم التحقق منه على الإطلاق من الصين. كان آخر ذكر ظل على قيد الحياة وقت غرق السفينة تيتانيك في 15 أبريل 1912، وكذلك آخر ذكر ظل على قيد الحياة قبل نهاية عهد أسرة تشينغ. وبعد وفاة شي، أصبح البريطاني جون تينيسوود البالغ من العمر 111 عاماً آنذاك أكبر رجل معمر في العالم.